# Музей на магарето
Музеят на магарето е етнографски музей в гр. Гурково. Той е пряко свързан с традиционното „Био рали“ донесло популярност на община Гурково. Помещава се на ул. „Първи май“ №1 (непосредствено до автогарата на града).
Музеят съществува от началото на био ралито и е първият в Европа музей на магарето. На 4 септември 2013 г. е обновен с одобрената субсидия от 223 886 лв. по Европейската програма за развитие на селските райони.
В музея се съхраняват:
- етнографски кът с експонати от 19 век до наши дни;
- фотоизложба с над 400 снимки от първото до последното издание на състезанието;
- сбирка на награди, знамена и медали от ралито през годините;
- информационни дипляни и видео материали;
- препарирано магаре;
- атрибути свързани с отглеждането и използването на магарето – каручки, самари, кошуми, дисаги, юзди, рала, дикани и др.

## Археологически раздел
По повод честването на 40 години от обявяването на Гурково за град (4 септември 2014 г.) в музея е открит археологически раздел. В него са поместени предмети, намерени в района на Гурково, от епохите на траки, римляни, славяни, прабългари, Средновековието и др.
- Археологически
 раздел